# هیچوقت یک غریبه را دوست نداشته باش
هیچوقت یک غریبه را دوست نداشته باش (به انگلیسی: Never Love A Stranger)، با عنوان دیگر «به غریبه دل مبند» فیلمی در ژانر جنایی و گانگستر به کارگردانی رابرت استیونس محصول ۱۹۵۸ آمریکا است. این فیلم بر اساس اولین رمان هارولد رابینز که در سال ۱۹۴۸ با همین عنوان منتشر شد، ساخته شده‌است. این فیلم سیاه سفید است و استیو مک‌کوئین جوان در آن هنر نمائی می‌کند.